# رضاقلی هدایت (نیرالملک)
رضاقلی هدایت (۱۲۵۰–۱۳۲۴) رئیس دارالفنون و وزیر، و رئیس دیوان عالی تمیز (دیوان عالی کشور) و رئیس دادگاه عالی انتظامی قضات ایران بود.
رضاقلی هدایت  معروف به نیرالملک فرزند جعفرقلی نیرالملک از سیاستمداران دوره قاجار و پهلوی و از قضات دادگستری بود.
او از سال ۱۳۳۳ ه‍.ق ریاست دارالفنون را برعهده داشت. در کابینهٔ دوم حسن پیرنیا (۱۲۹۹) وزیر پست و تلگراف و در کابینهٔ سید ضیاء‌الدین طباطبایی و کابینهٔ سوم حسن پیرنیا وزیر معارف و اوقاف بود. او همچنین عضو مؤسس حزب اراده ملی و سال‌ها دبیر شورای عالی حزب بود.